# Kongphop Luadsong
Kongphop Luadsong (thailändisch ก้องภพ ลวดทรง, * 14. Februar 1994) ist ein thailändischer Fußballspieler.

## Karriere
Kongphop Luadsong spielte bis 2018 beim Krabi FC. Der Verein aus Krabi spielte in der zweiten Liga des Landes, der Thai League 2. Nachdem der Club Ende 2018 den Weg in die dritte Liga antreten musste, verließ er den Club und schloss sich dem Zweitligisten Ubon United aus Ubon Ratchathani an. Für Ubon absolvierte er in der Saison 2019 20 Zweitligaspiele. Ubon musste nach der Saison in die Thai League 4 zwangsabsteigen. Sisaket FC, ein Zweitligist aus Sisaket nahm ihn ab 2020 unter Vertrag. Für Sisaket bestritt er 13 Zweitligaspiele. Anfang 2021 unterschrieb er einen Vertrag beim Suphanburi FC. Der Verein aus Suphanburi spielte in der ersten Liga, der Thai League. Nach Saisonende wechselte er am 1. Juni 2021 zum Ligakonkurrenten Ratchaburi Mitr Phol nach Ratchaburi. Von Ende Dezember 2021 bis Saisonende wurde er an den Drittligisten MH Khon Surat City FC ausgeliehen. Mit dem Verein aus Surat Thani spielte er in der Southern Region der Liga. Nach der Ausleihe kehrte er nicht nach Ratchaburi zurück. Am 1. August 2022 nahm ihn der Zweitligist Ayutthaya United FC unter Vertrag. Für Ayutthaya bestritt er elf Zweitligaspiele. Nach der Hinserie 2022/23 wurde sein Vertrag im Dezember 2022 aufgelöst. Die Rückrunde 2022/23 stand er beim Drittligisten Chanthaburi FC unter Vertrag. Mit dem Verein aus Chanthaburi spielte er zehnmal in der Eastern Region der Liga. Am Ende der Saison wurde er mit dem Klub Vizemeister der Region und qualifizierte sich somit für die Aufstiegsspiele zur zweiten Liga. Hier belegte man den zweiten Platz und stieg in die zweite Liga auf. Nach dem Aufstieg verließ er Chanthaburi und schloss sich im Juli dem ebenfalls in die zweite Liga aufgestiegenen Pattaya United FC an.  Am Ende der Saison 2024/25 belegte er mit Pattaya den 16. Tabellenplatz und musste somit in die dritte Liga absteigen.